# Festival du cinéma français et kazakhstanais Reflets d'Astana
Le Festival du cinéma français et kazakhstanais Reflets (en kazakh Beyneler, « reflets ») a lieu chaque année au printemps à Astana, capitale du Kazakhstan. Organisé par l'ambassade de France, des films français ainsi que des films kazakhstanais les plus divers sont montrés. Des producteurs, réalisateurs, scénaristes et acteurs sont invités pour présenter leurs films.

## Contexte
Ce festival permet de mettre en valeur le cinéma français dans sa diversité : cinéma commercial, d’auteur, courts métrages et documentaires. Il offre aussi aux habitants d’Astana la possibilité de voir les films issus de la production kazakhstanaise contemporaine, peu diffusée en salles, et particulièrement ceux réalisés en coproduction avec la France. 
Paradoxalement, la population locale connaît très peu le cinéma national, qui est relativement apprécié par le public cinéphile français. Darezhan Omirbaev est le plus connu d'entre eux à l'étranger, mais il est loin d'être le seul réalisateur talentueux de ce pays où le septième art est en plein essor. En effet, c'est le pays qui a la plus forte production cinématographique en ex-URSS, hors Russie.